# Kreuz mit den großen Senkschmelzen

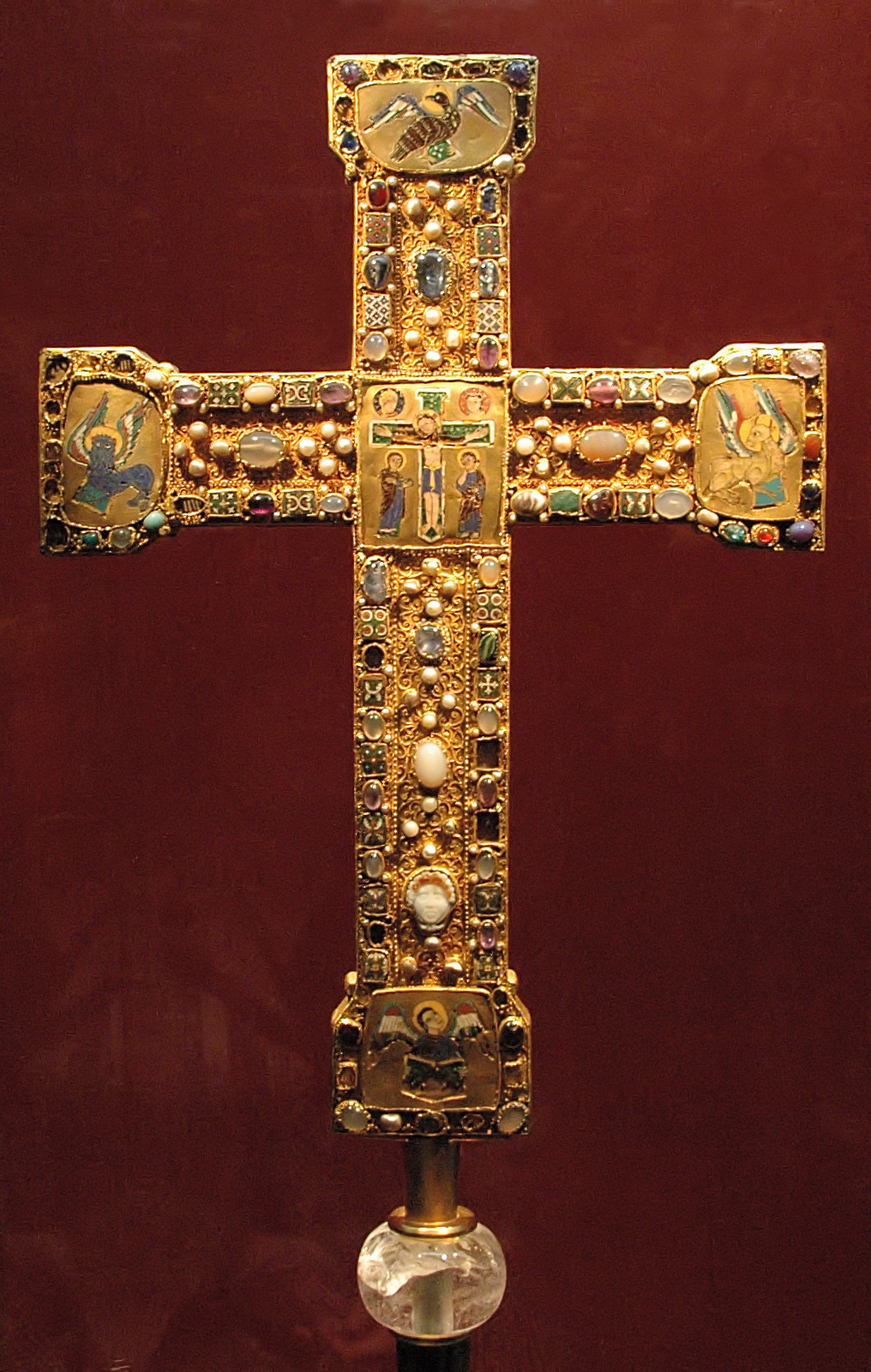
Das Kreuz mit den großen Senkschmelzen in der Ausstellung Gold vor Schwarz

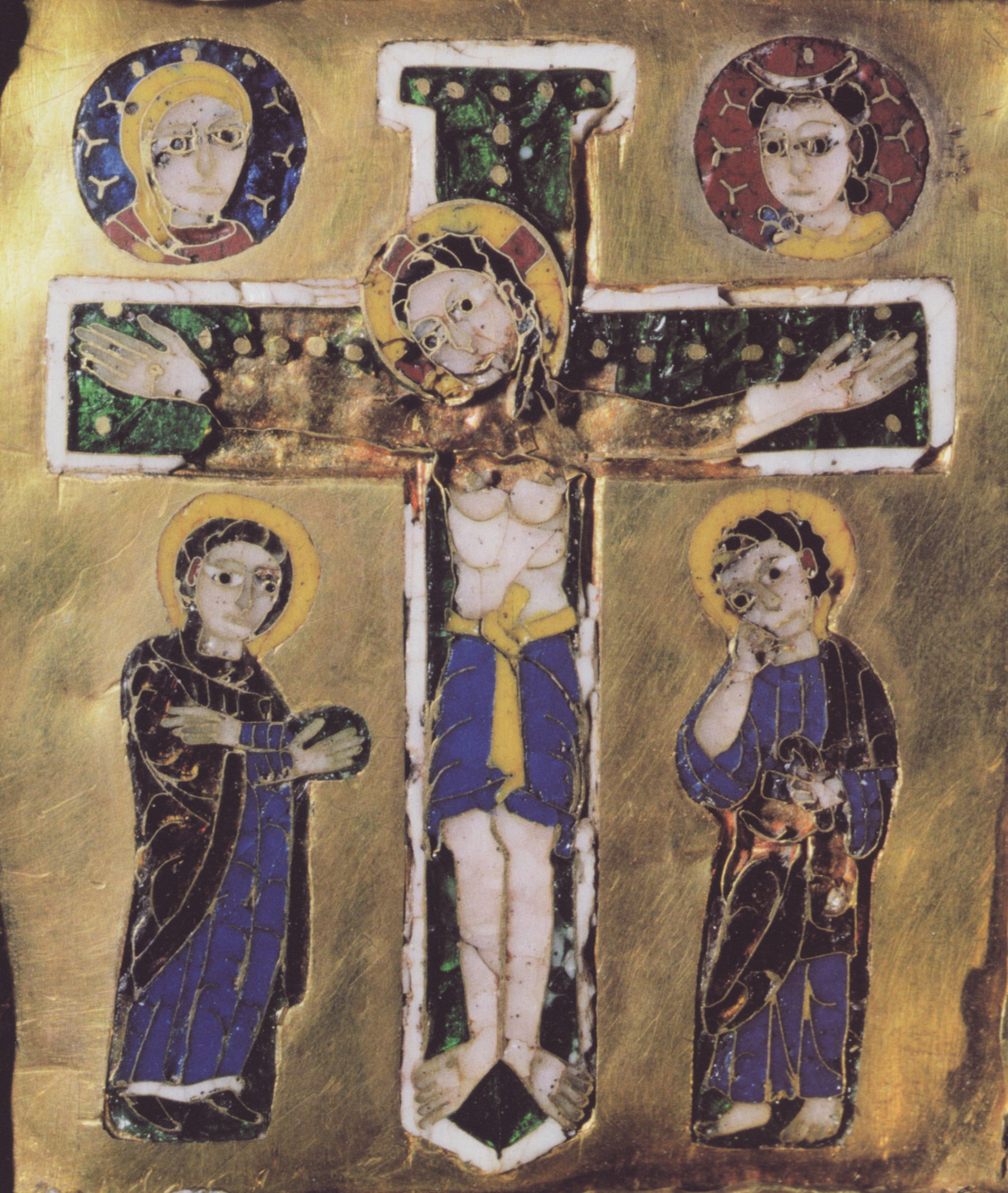
Das Kreuzigungsemail des Kreuzes mit den großen Senkschmelzen (im Original etwa 7,8 × 6,5 cm)

Das Kreuz mit den großen Senkschmelzen ist ein Vortragekreuz des Essener Domschatzes, das unter der Essener Äbtissin Mathilde († 1011) angefertigt wurde. Die Bezeichnung als Senkschmelzen-Kreuz weist auf seinen wichtigsten Schmuck hin, fünf große Emails in Senkschmelztechnik. Das Kreuz gilt als eines der Meisterwerke der ottonischen Goldschmiedekunst.

## Beschreibung
Das Kreuz ist 46 cm hoch und 33,5 cm breit, sein Kern besteht aus Eichenholz. Es handelt sich um ein lateinisches Kreuz mit blockförmig verbreiteten Enden. Diese weisen Ähnlichkeiten zu Würfelkapitellen mit Halsringen auf, die in der Architektur um das Jahr 1000 populär wurden. Das Kreuz ist auf der Vorderseite mit Goldblech beschlagen, auf der Rückseite mit vergoldetem Kupferblech. Es handelt sich bei dem Kreuz um ein reines Gemmenkreuz, wobei die Senkschmelze der Kreuzvierung jedoch die Kreuzigung zeigt. Das Senkschmelzenkreuz nimmt Bezug auf das älteste der vier Essener Vortragekreuze, das ebenfalls von Mathilde gestiftete Otto-Mathilden-Kreuz. Gleich diesem ist ein Binnenkreuz von einem Rahmen umgeben. Während beim Otto-Mathilden-Kreuz dieser Rahmen aus jeweils von zwei Perlen begleiteten Edelsteinen besteht, ist beim Senkschmelzenkreuz der Rahmen an den Kreuzbalken zusätzlich durch ursprünglich 24 (21 sind noch vorhanden) kleine Emails erweitert, die sich mit von jeweils vier Perlen begleiteten Edelsteinen abwechseln. Die Fläche innerhalb des Rahmens ist beim Senkschmelzenkreuz mit kunstvoll doppelt geführtem Filigran, Edelsteinen, kreuzförmig angeordneten Perlen und einem antiken Kameo verziert. Bei dem Kameo handelt es sich um ein Medusenhaupt, einen so genannten Gorgoneion. Es ist ein Sardonyx aus der ersten Hälfte des ersten Jahrhunderts nach Christus. Der Kameo ist in drei Schichten gearbeitet (grau-braun, weiß und goldbraun) und hat einen max. Durchmesser von 2,7 cm. Der Kameo steht in Anlehnung an Psalm 91,13 symbolisch für das durch den Erlöser überwundene Böse.
Namensgebend sind die fünf großen Senkschmelzen des Kreuzes. In der Vierung des Kreuzes befindet sich eine leicht rechteckige Platte mit der Darstellung der Kreuzigung: Christus steht vor dem Kreuz, mit leicht geneigtem Kopf und weit geöffneten Augen. Zu Seiten seines Kreuzes stehen Maria und Johannes, der durch seine nachdenkliche Geste identifiziert wird. Über dem waagrechten Kreuzbalken betrachten die Personifikationen von Sonne und Mond das Geschehen. Das von winzigen Perlen gerahmte Email ragt aufgrund seiner Größe nach unten etwas über die Vierung des Kreuzes hinaus. An den Enden der Kreuzbalken befinden sich innerhalb einer vereinfachten Rahmung aus Edelsteinen, die die Rahmung der Kreuzbalken aufgreift, vier weitere große, unregelmäßig geformte Senkschmelzen mit den Symbolen der vier Evangelisten: Oben der Adler für Johannes, unten der geflügelte Mensch für Matthäus, rechts der Stier für Lukas und links der geflügelte Löwe für Markus. Diese großen Senkschmelzen des Kreuzes weisen eine hohe technische und künstlerische Qualität auf, die in der reichen Farbigkeit und feinen Durchzeichnung der Flügel erkennbar ist.
Die im 12. Jahrhundert erneuerte Rückseite des Kreuzes ist als Lebensbaum gestaltet. In den Verbreiterungen der Kreuzenden befinden sich vier getriebene Medaillons mit Engeln, in der Kreuzvierung ein Medaillon mit dem Agnus Dei.

## Kunsthistorische Forschung
Das Kreuz ist in der Forschung durchgängig um 1000 datiert worden. Diese Datierung stützt sich zum einen auf die Motive der 21 kleinen Emails des Rahmens, die überwiegend florale und teppichartige Muster zeigen, die um die Jahrtausendwende aufkamen, zum anderen auf die aus den Fassungen des um 982 datierten Otto-Mathilden-Kreuzes ableitenden Fassungen der Steine und Rahmenemails.
Auffällig an den namensgebenden fünf großen Senkschmelzen ist die unregelmäßige Form der Evangelistensenkschmelzen. Auch der Umstand, dass die Senkschmelze der Vierung nicht größengleich mit der Vierung ist, fällt auf. Diese Senkschmelzen sind um 1000 entstanden. Aufgrund der auffällig unregelmäßigen Form sind diese Senkschmelzen jedoch wahrscheinlich in einem anderen Zusammenhang entstanden und wurden nachträglich in das Kreuz eingefügt, das dabei erheblich umgestaltet wurde. Zu diesem Zweck wurden die Senkschmelzen mit den Evangelisten, deren Gestaltung byzantinischen Einfluss erkennen lässt, zurechtgesägt. Die unregelmäßige Form betonte dabei ihren Charakter als Spolien. Um diese Senkschmelzen einzufügen, wurde die ursprüngliche Gestaltung der Kreuzenden und der Vierung aufgegeben, durch die vereinfachte Rahmung wurden die Senkschmelzen sowohl in das Kreuz eingebunden als auch ihr Charakter als nachträgliche Einfügung betont.
Beuckers datiert die Umgestaltung in das Abbatiat der Essener Äbtissin Sophia. Bei der Umgestaltung wurden die Halsringe der kapitellförmigen Kreuzenden zwecklos, der Goldschmied der Umgestaltung kaschierte diese durch spiralförmig aufgedrehten Filigrandraht, sogenannte „Bienenkörbe“. Diese Zierform kam besonders im Umkreis Heinrichs II. häufig vor, ebenso wie eine weitere Filigranform, sogenannte Blütenkronen, die bei den Essener Schatzstücken auch nur an den Enden dieses Kreuzes vorkommt. Sophia war von Heinrich II. in Essen als Äbtissin eingesetzt worden und stand diesem nahe, was ihr die Möglichkeit gegeben haben dürfte, die Goldschmiede aus dessen Umfeld zu beauftragen. Weder „Bienenkörbe“ noch Blütenkronen kommen an den Schatzstücken vor, die Sophias Nachfolgerin Theophanu offenbar in einer anderen Werkstatt herstellen ließ, so dass Beuckers sie als Auftraggeberin der Umgestaltung des Senkschmelzenkreuzes ausschließt. Aus welchem Grund Sophia einen Sakralgegenstand, den ihre Vorgängerin Mathilde herstellen ließ, umgestalten ließ und dabei die Senkschmelzen aus einem anderen, Sophia offenbar wichtigen Kunstwerk, einfügen ließ, ist unbekannt.
Das Kreuz mit den großen Senkschmelzen entstand aufgrund der Datierung um 1000 zeitgleich mit dem Sammelreliquiar, das später als Marsusschrein bezeichnet wurde. Dieses als bedeutendster Schatz des Stifts angesehene Kunstwerk war eine Memorialstiftung Kaiser Ottos III. für seinen Vater Otto II. und entsprechend kostbar gearbeitet. Der Schrein ging 1794 verloren, Abbildungen sind nicht überliefert. Beuckers geht davon aus, dass das Kreuz und der Schrein, der mit Goldemails verziert war, in einer Werkstatt entstanden, die in Essen angesiedelt war. Da die Rahmenemails des Kreuzes teilweise Trierer Motive aufgreifen, der Marsusschrein ab 997 entstand und die Trierer Egbert-Werkstatt, die einzige bekannte ottonische Emailwerkstatt, nach 993 nicht mehr nachweisbar ist, nimmt Beuckers an, dass Äbtissin Mathilde nach dem Tod Egberts 993 dessen Emailwerkstatt nach Essen holte. Das Kreuz mit den großen Senkschmelzen erlaubt so auch Rückschlüsse auf die Qualität eines weiteren, verlorenen Kunstwerkes.

## Geschichte
Das Kreuz befindet sich seit seiner Entstehung in Essen, wenn man kriegs- und krisenbedingte Evakuierungen außer Betracht lässt. Das Inventarium reliquiarum Essendiensium vom 12. Juli 1627, die früheste Liste des Stiftsschatzes, erlaubt keine einwandfreie Identifizierung, da es lediglich Zwei crucifixer fornhero mit vielen gesteinen und gold uberzogen, hinten aber kupfer uberguldet verzeichnet. Diese Beschreibung trifft auf alle vier im Essener Domschatz vorhandenen Vortragekreuze zu. Auch der Liber ordinarius, der die liturgische Verwendung des Stiftschatzes regelte, erwähnt nur allgemein Vortragekreuze. Weil gestiftete Sakralgegenstände gewöhnlich nicht weitergegeben wurden, ist jedoch davon auszugehen, dass das Kreuz von seiner Stiftung bis zur Säkularisation des Essener Damenstiftes 1802 ununterbrochen diesem gehörte. Während des Dreißigjährigen Kriegs flüchtete die Äbtissin des Stiftes mit den Schätzen nach Köln, während anderer Krisen wurde das Kreuz vermutlich im Stiftsgebiet versteckt. Belegt ist dies für 1794, als die Franzosen auf Essen vorrückten und der Stiftsschatz nach Steele (heute Essen-Steele) in das von der Äbtissin Franziska Christine von Pfalz-Sulzbach gestiftete Waisenhaus verbracht wurde.
Bei der Säkularisation übernahm die katholische St.-Johannes-Gemeinde die Stiftskirche mitsamt deren Inventar als Pfarrkirche. Während des Ruhraufstandes 1920 wurde der gesamte Stiftsschatz in größter Heimlichkeit nach Hildesheim verbracht, von wo er unter gleich konspirativen Umständen 1925 zurückgebracht wurde.
Im Zweiten Weltkrieg wurde der Domschatz zunächst nach Warstein, dann auf die Albrechtsburg in Meißen und von dort in einen Bunker nach Siegen gebracht. Nach Kriegsende dort von amerikanischen Truppen gefunden, gelangte das Kreuz mit dem Schatz in das Landesmuseum nach Marburg und später in eine Sammelstelle für ausgelagerte Kunstwerke nach Schloss Dyck bei Rheydt. Von April bis Oktober 1949 wurde der Essener Domschatz in Brüssel und Amsterdam ausgestellt, um im Anschluss nach Essen zurückgebracht zu werden.
Mit der Errichtung des Ruhrbistums 1958 und der Erhebung des Essener Münsters zur Kathedrale gelangte das Kreuz an das Bistum Essen.

## Liturgische Verwendung
Einzelheiten zur liturgischen Verwendung des Kreuzes sind nicht bekannt. Soweit die Quellen, vor allem der um 1400 entstandene Essener Liber Ordinarius, für Prozessionen die Verwendung von Vortragekreuzen vorschrieben, geschah dieses allgemein und ohne einzelne Kreuze zu erwähnen. Vortragekreuze wurden häufig paarweise verwendet, aufgrund der Entstehung des Kreuzes mit den großen Senkschmelzen unter Äbtissin Mathilde wird angenommen, dass das Senkschmelzen-Kreuz als Ergänzung zum Otto-Mathilden-Kreuz beschafft worden ist. Die beiden Kreuze wurden bis unter Kardinal Hengsbach gemeinsam genutzt. Zuletzt wurde das Senkschmelzenkreuz 1992 bei der Einführung des zweiten Essener Bischofs, Dr. Hubert Luthe, diesem vorgetragen. Heute ist das Senkschmelzenkreuz wie die übrigen drei ottonischen Vortragekreuze des Domschatzes aus konservatorischen Gründen nicht mehr im Einsatz.